# Jekaterina Wladimirowna Derschawina

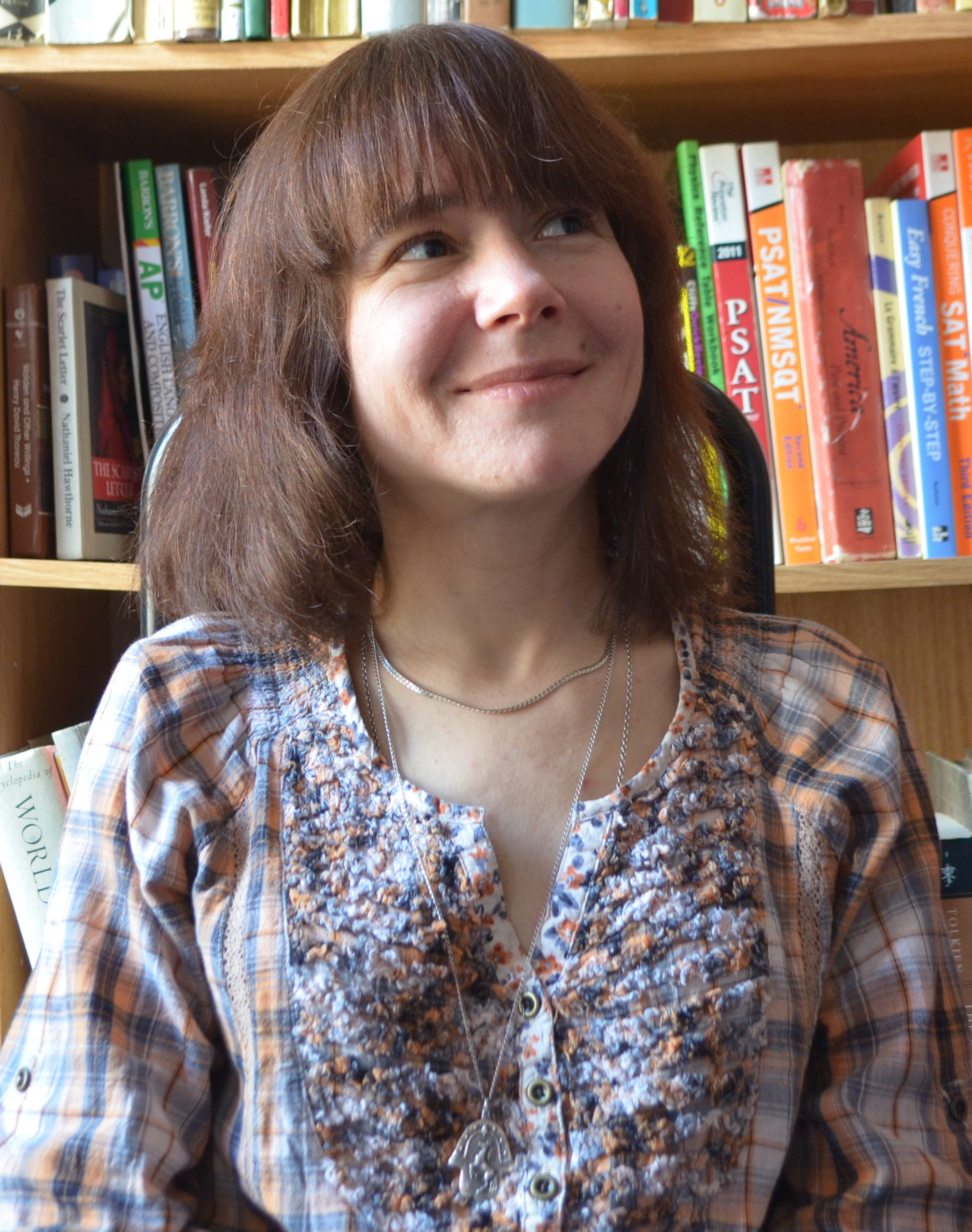
Jekaterina Derschawina (2013)

Jekaterina Wladimirowna Derschawina (russisch Екатерина Владимировна Державина, engl. Transkription Ekaterina Derzhavina; * 8. September 1967 in Moskau, Sowjetunion) ist eine russische Pianistin und Klavierpädagogin. 

## Leben
Derschawina besuchte ab 1981 die Musikschule am Gnessin-Institut Moskau in den Klassen der Klavierpädagogen Juri Polunin und Walerija Polunina. 1986 wurde sie Studentin am gleichen Institut bei Wladimir Tropp. 1989 errang sie den 3. Platz beim 8. sowjetischen "All-Union"-Klavierwettbewerb in Kislowodsk und gewann für die Aufführung von Robert Schumanns Kreisleriana den Sonderpreis für die beste Interpretation eines romantischen Klavierwerks. 1992 setzte sich Derschawina gegen 90 Pianisten aus 30 Ländern durch und gewann beim damals noch in Saarbrücken ausgetragenen Internationalen Klavierwettbewerb “J. S. Bach” den 1. Preis.
Sie unterrichtete von 1993 bis 2006 am Gnessin-Institut, danach bis 2016 an der Moskauer Akademie Maimonid in der Fakultät für Weltmusik und gehört seit 2003 zum Lehrkörper der Abteilung historische und zeitgenössische Aufführpraxis des Tschaikowski-Konservatoriums. Derschawina konzertiert weltweit und hat an  Festspielen teilgenommen. 
Darschawinas Einspielung der Goldberg-Variationen von Bach, aufgenommen 1994 und 1997 sowie 2008 erneut von Arte Nova veröffentlicht, wurde von MusicWeb International als die vielleicht beste erhältliche Klavierversion des Werks bezeichnet, Classics Today nannte sie eine Referenzaufnahme. 2016 erschien das 1996 eingespielte Album J.S. Bach: The French Suites, BWV 812-817; French Overture, BWV 831; Aria Variata, BWV 989 und 2017 das Album Alexey Wladimirowich Stanchinsky: Piano Works.
Derschawina hat zwischen 1993 und 2008 in den Studios 1 und 3 des Saarländischen Rundfunks sämtliche Klaviersonaten Joseph Haydns eingespielt, die als Gesamtedition 2013 vom Label Profil veröffentlicht wurden.  2018 erschien die Gesamteinspielung Nikolai Medtners Kompositionen für Klavier und Violine mit dem russischen Geiger Nikita Boriso-Glebski vom März 2017 aus dem Kammermusiksaal des Deutschlandfunks. Derschawinas Album Nikolai Medtner: Forgotten Melodies; Stimmungsbilder; Trois Pièces, veröffentlicht 2008 von Phoenix Media, wurde im Dezember 2008 mit einem Diapason d’or ausgezeichnet und Derschawina als „grande prêtresse de Medtner“ (Hohenpriesterin Medtners) bezeichnet.

## Repertoire
Ihr Repertoire reicht von Johann Sebastian Bach, Joseph Haydn, Tschaikowski und Stantschinski bis zu zeitgenössischen Komponisten.